# Bartomeu Rosselló-Pòrcel
Bartomeu Rosselló-Pòrcel était un poète espagnol de langue catalane né à Majorque en 1913 et décédé à El Brull en 1938.

## Biographie
Bartomeu Rosselló-Pòrcel étudia les arts et la philologie, et compléta sa 2e licence à Barcelone et son doctorat à Madrid. Il mourut de la tuberculose à l'âge de vingt-cinq ans.

## Œuvre
L'œuvre de Rosselló-Pòrcel est brève, mais dense. Nou poemes (1933) et Quadern de sonets (1934) sont leurs premiers essais poétiques et on peut y voir les influences de l'École Majorcaine et de Gabriel Alomar.
Le troisième volume, à titre posthume, signifie la culmination de sa poétique et lui provoqua la juste fame et la considération d'avoir tranché la malédiction paysager et traditionaliste de l'École Majorcaine. En effet, Imitació del foc (1938) lui fait devenir le premier poète majorquin qui fait partie complètement au XXe siècle.
En juin 2012 on publie une anthologie de leurs trois œuvres antérieures où se rassemblent les mouvements littéraires qu'il a réfléchi dans ses poèmes. Cette anthologie, sous le titre Tempestat de flama, est une représentation claire des poèmes de l'auteur pendant les années de vie jusqu'en 1938, l'an où il mourut à cause de sa tuberculose.

## Livres
- 1933 - Nou poemes (neuf poèmes),
- 1934 - Quadern de sonets (Cahier de sonets),
- 1938 - Imitació del foc (Imitation du feu).